# Fosse no 12 des mines de Lens
La fosse no 12 dite Saint-Édouard ou Édouard Bollaert de la Compagnie des mines de Lens est un ancien charbonnage du Bassin minier du Nord-Pas-de-Calais, situé à Loos-en-Gohelle, près des limites avec Lens. Les travaux commencent en 1891, et la fosse commence à produire le 1er janvier 1894. De vastes cités, puis une église et des écoles sont bâties au sud de la fosse, sur le territoire de Lens. Une fosse d'aérage no 12 bis est commencée à 646 mètres au sud de la fosse no 12 au milieu des années 1900. La fosse est détruite durant la Première Guerre mondiale. Elle est reconstruite suivant le style architectural des mines de Lens d'après-guerre. Il en est de même pour les cités, les écoles, l'église, et les différents logements de fonction. Un monument aux morts est également érigé. La fosse no 15 - 15 bis est rattachée à la fosse no 12 en 1937, les fosses nos 14 et 14 bis le sont l'année suivante.
La Compagnie des mines de Lens est nationalisée en 1946, et intègre le Groupe de Lens. Le triage et le lavoir de la fosse sont modernisés en 1951. La machine d'extraction est dotée d'un nouveau tambour. En 1952, le Groupe de Lens fusionne avec le Groupe de Liévin pour former le Groupe de Lens-Liévin. La fosse no 12 cesse d'extraire en 1967 lorsqu'elle est concentrée sur la fosse no 11 - 19. Les puits nos 12 et 12 bis assurent alors l'aérage. Ce premier cesse l'aérage en 1972, le second en 1976, date à laquelle il est remblayé. Le puits no 12 est quant à lui remblayé en 1980, et son chevalement détruit en 1981.
Au début du XXIe siècle, Charbonnages de France matérialise la tête de puits no 12, et y installe un exutoire de grisou. De nombreux bâtiments subsiste de la fosse, une grande partie des cités est rénovée. Le 9 octobre, le 25 novembre et le 1er décembre 2009, le bâtiment de la salle des pendus et des bains-douches, l'église, le logement des Sœurs, le presbytère, les écoles, l'habitation du directeur des écoles, et le monument aux morts sont inscrits aux monuments historiques. Guy Delcourt fait démolir la maison du directeur, abandonnée depuis de nombreuses années, entraînant des poursuites judiciaires, et une forte médiatisation, en août 2010. La cité pavillonnaire no 12, l'église Saint-Édouard, son presbytère, le groupe scolaire, avec le logement du directeur, le monument aux morts de la Compagnie de Lens, la cité moderne no 12 bis, à Lens, la fosse no 12 des mines de Lens, la maison de l'ingénieur à Loos-en-Gohelle, ont été inscrits le 30 juin 2012 sur la liste du patrimoine mondial de l'Unesco.

## La fosse

### Fonçage

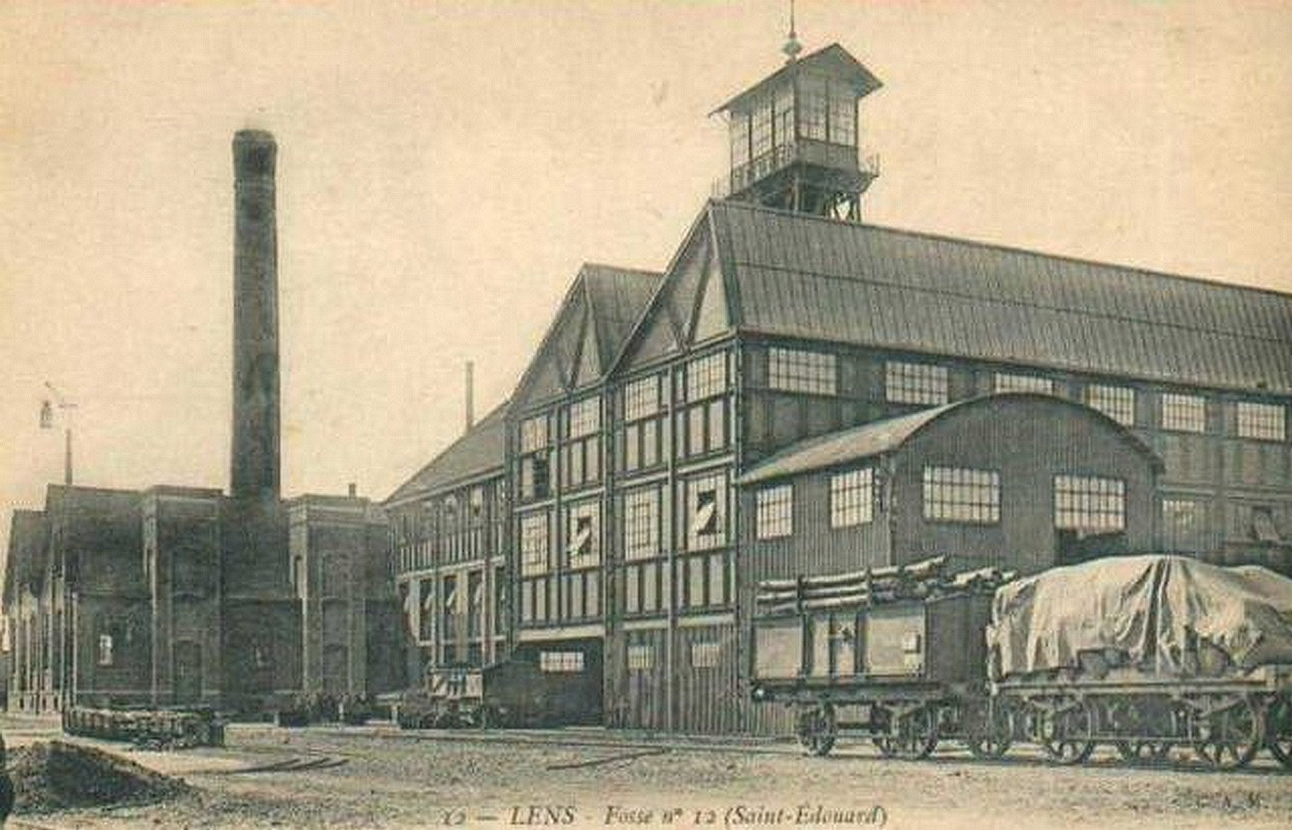
La fosse no 12 avant la guerre.

La fosse no 12 est commencée en 1891 par la Compagnie des mines de Lens, sur le territoire de Loos-en-Gohelle, contre les limites de Lens, à 1 500 mètres au sud-est du clocher de Loos-en-Gohelle.
L'orifice du puits est situé à l'altitude de 68,58 mètres,. Le niveau est passé sans difficultés à l'aide de deux pompes de 55 centimètres de diamètre. La venue d'eau maximale a été de 1 400 hectolitres à l'heure. Le terrain houiller est atteint à la profondeur de 155 mètres. Les accrochages sont établis à 143 et 194 mètres, et le puits est profond de 270,85 mètres. Le fonçage du puits est terminé le 10 avril 1893.
La fosse est baptisée Saint-Édouard en l'honneur d'Édouard Bollaert.

### Exploitation
La fosse commence à extraire le 1er janvier 1894. La fosse d'aérage no 12 bis est commencée à Lens le 12 octobre 1904 ou en 1905, à 646 mètres au sud de la fosse no 12.
La fosse est détruite durant la Première Guerre mondiale. Elle est reconstruite suivant le style architectural des mines de Lens d'après-guerre.
La fosse no 15 - 15 bis est rattachée à la fosse no 12 en 1937. Les fosses nos 14 et 14 bis le sont l'année suivante. Elles sont alors affectées au service et à l'aérage.
La Compagnie des mines de Lens est nationalisée en 1946, et intègre le Groupe de Lens. Le triage et le lavoir de la fosse sont modernisés en 1951. La machine d'extraction est dotée d'un nouveau tambour. En 1952, le Groupe de Lens fusionne avec le Groupe de Liévin pour former le Groupe de Lens-Liévin. Un télésiège est installé en 1956 dans une bowette, pour que les mineurs puissent se déplacer plus rapidement. La fosse no 12 cesse d'extraire en 1967 lorsqu'elle est concentrée sur la fosse no 11 - 19. Les puits nos 12 et 12 bis assurent alors l'aérage. Ce premier cesse l'aérage en 1972, le second en 1976, date à laquelle il est remblayé. Le puits no 12, profond de 670 mètres, est remblayé en 1980, et son chevalement détruit l'année suivante.

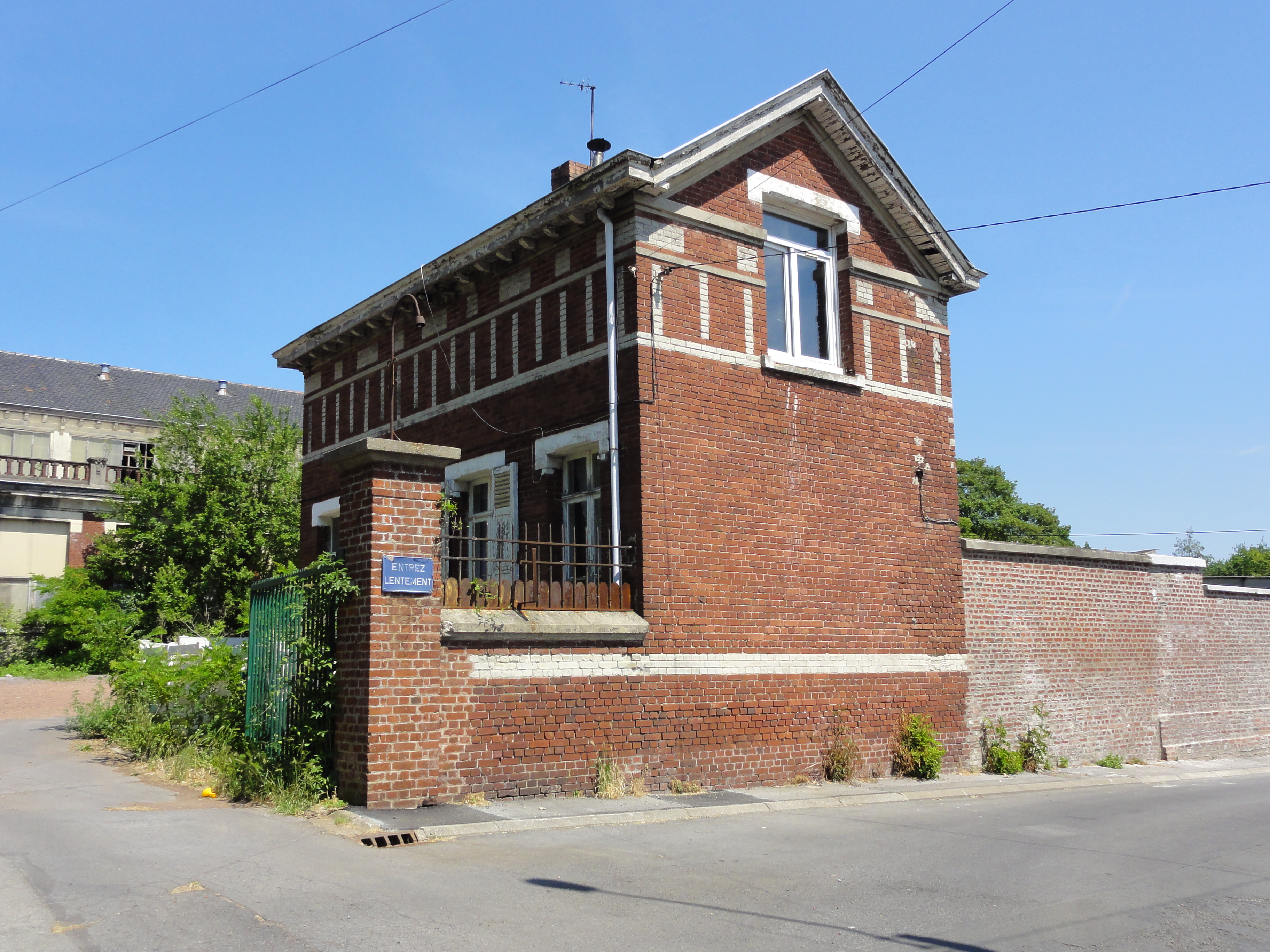
Le logement du concierge.
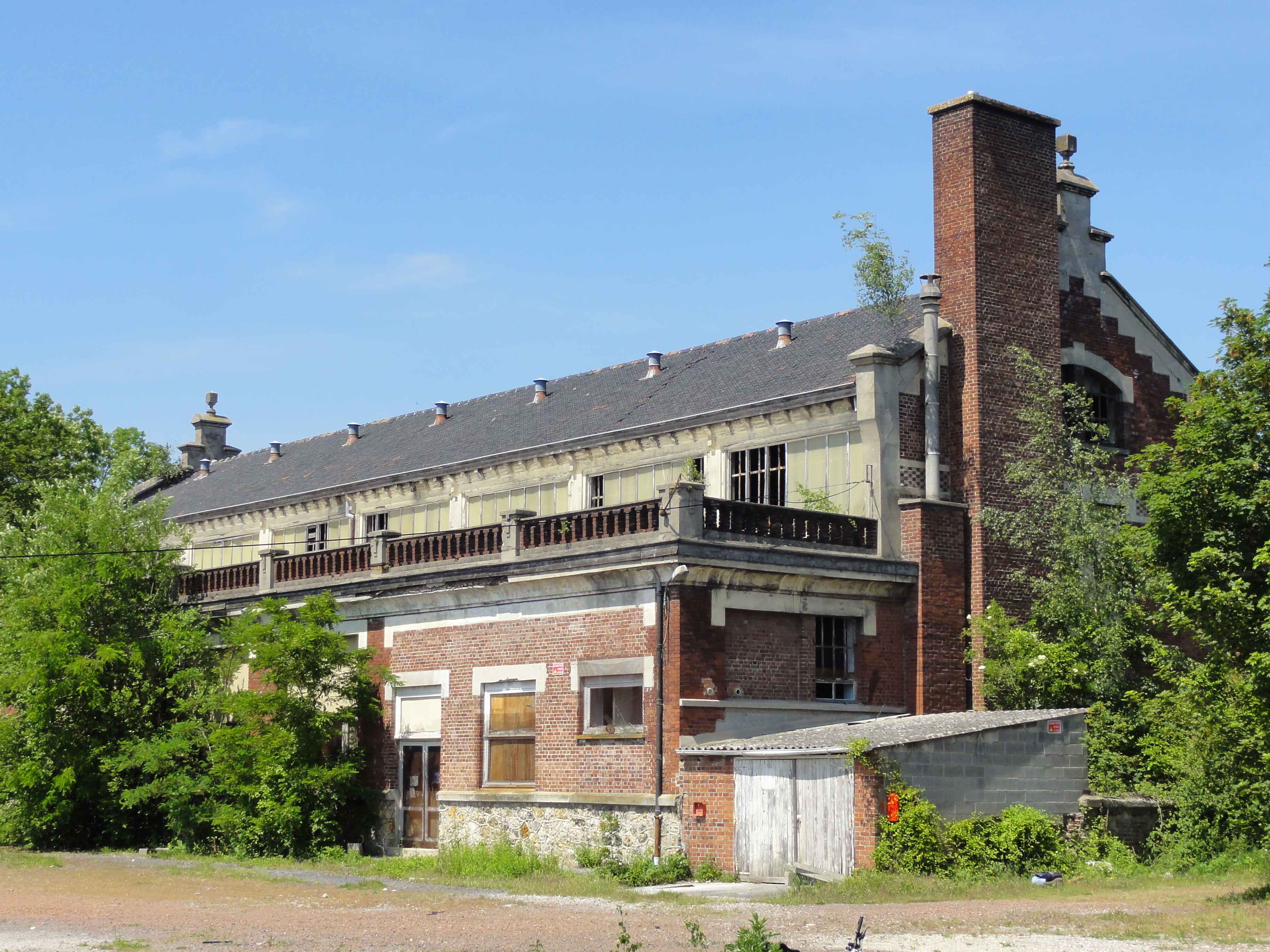
Les bains-douches.
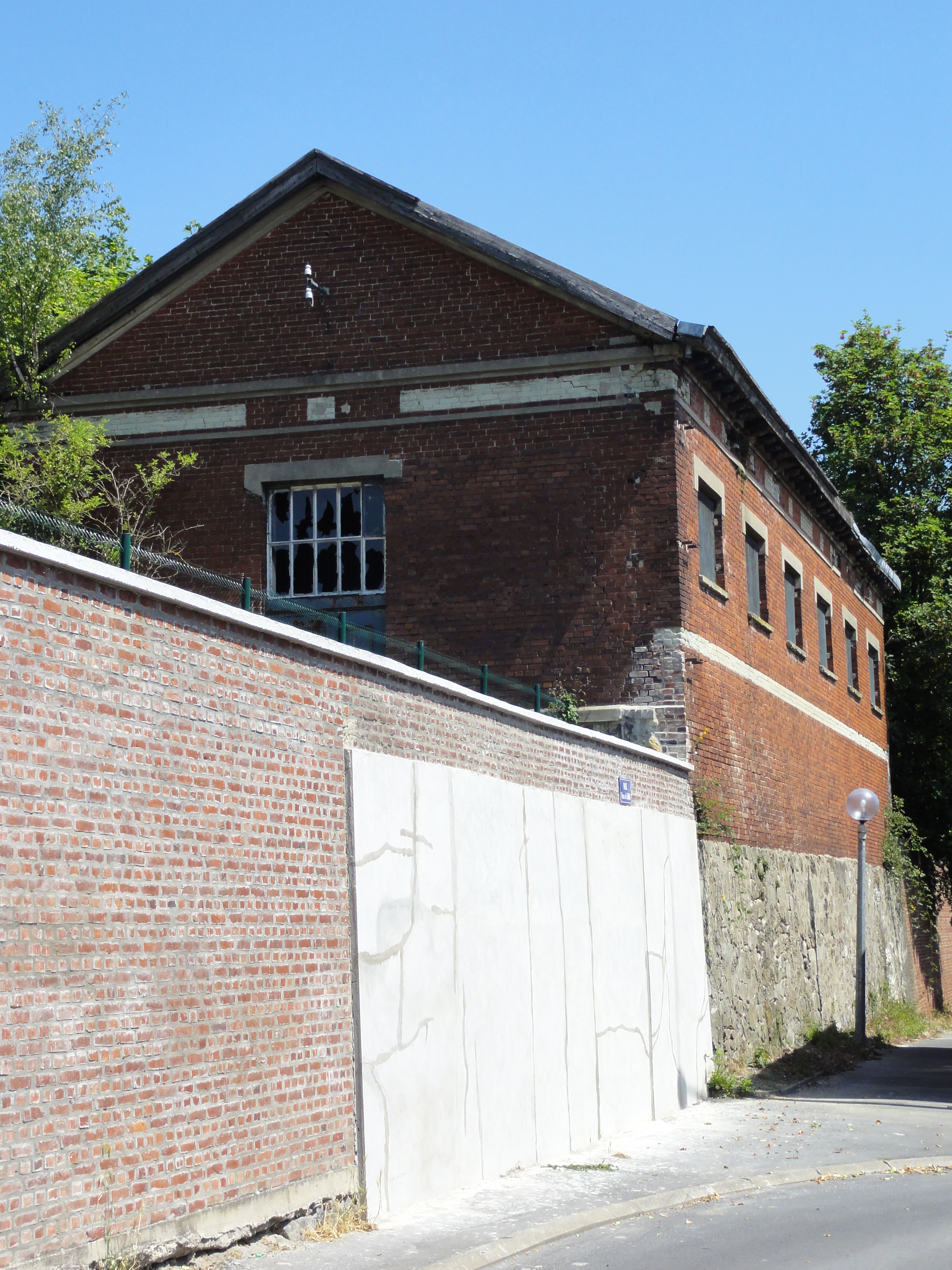
Un atelier.
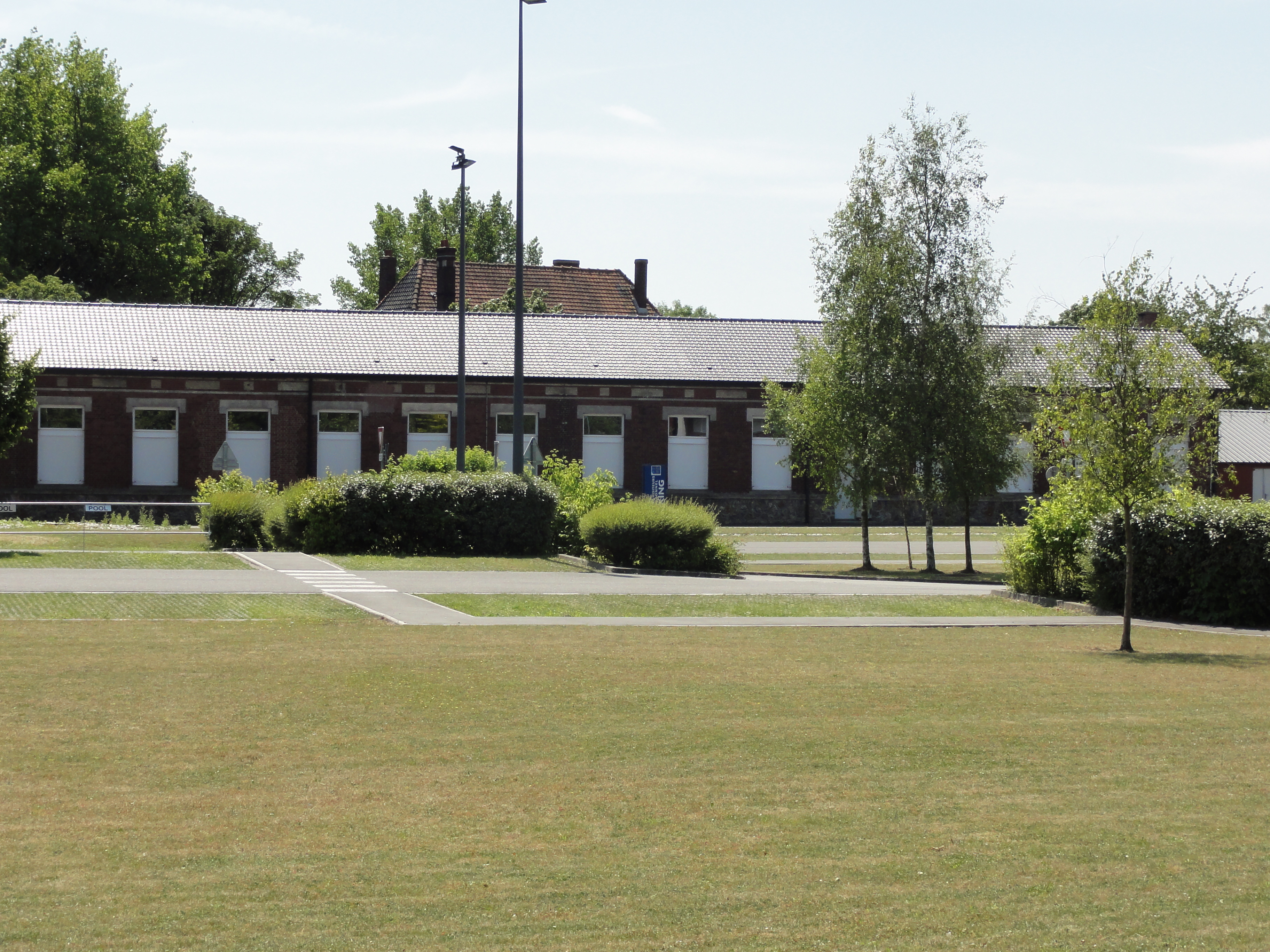
Le magasin et la salle de paye.
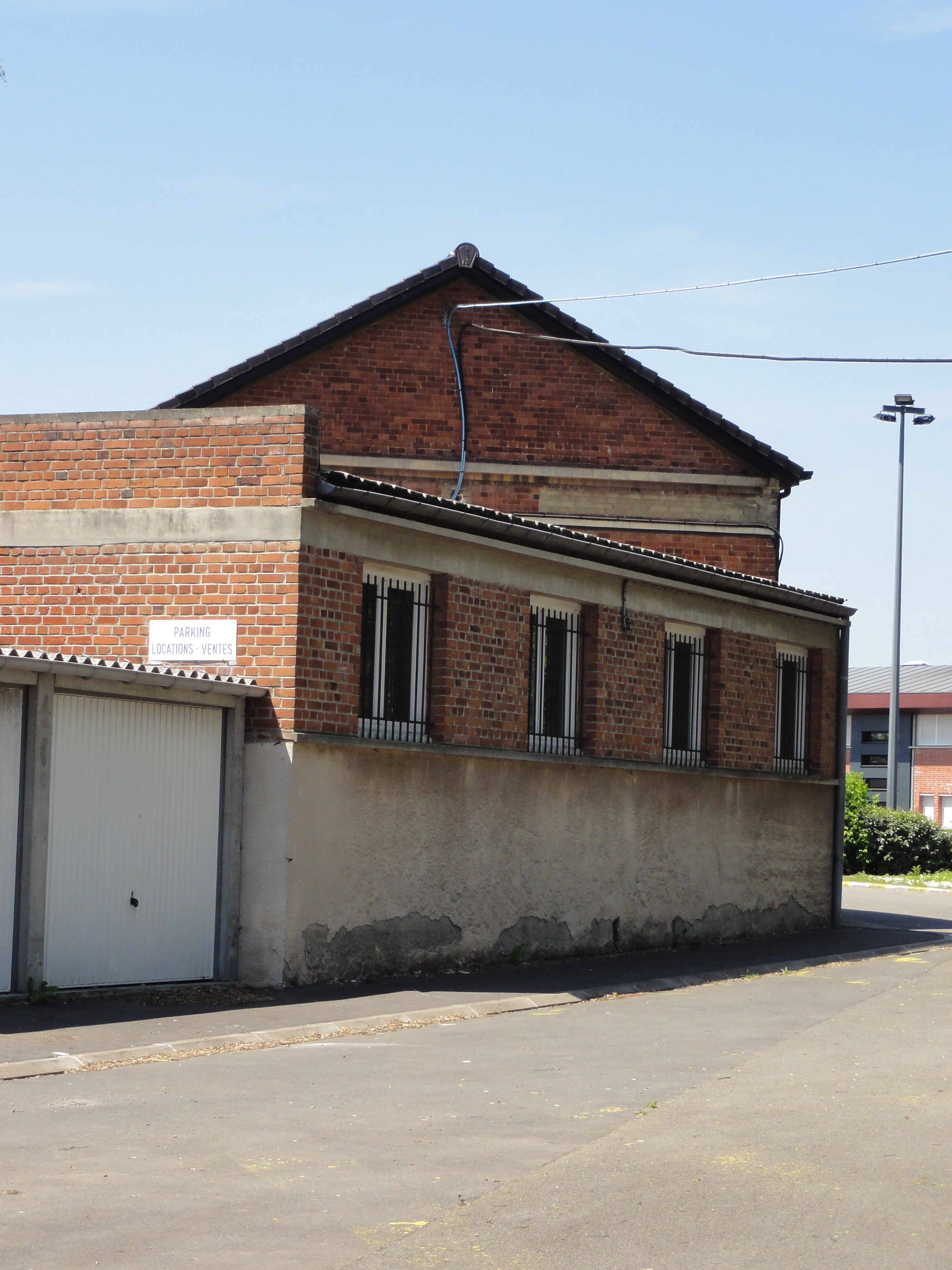
Le magasin et la salle de paye.
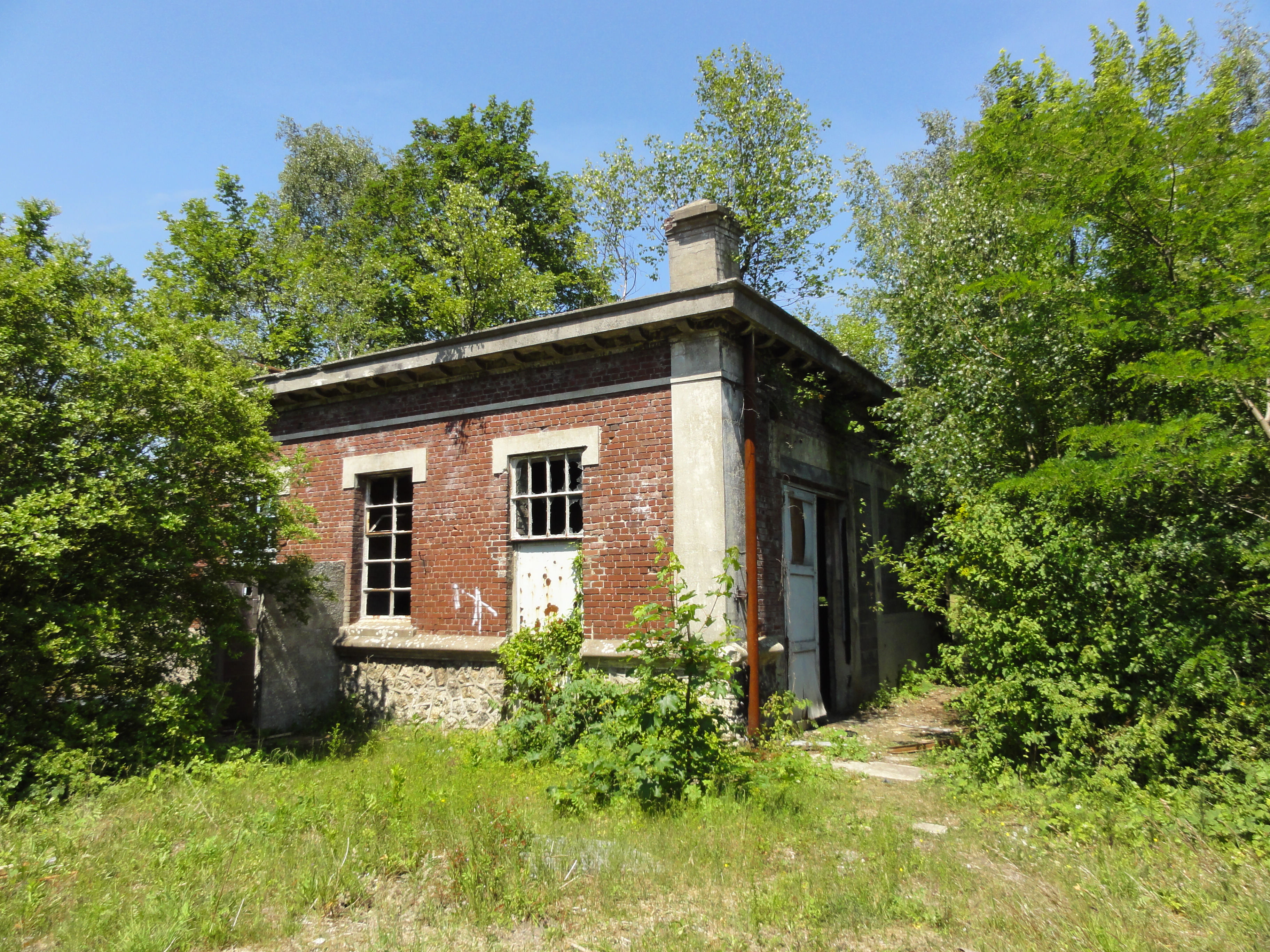
Le poste de coupure.

### Reconversion
Au début du XXIe siècle, Charbonnages de France matérialise la tête de puits no 12, et y installe un exutoire de grisou. Le BRGM y effectue des inspections chaque année. Il subsiste les bains-douches, le local à benzine, la maison du gardien, les ateliers, le poste de coupure, le magasin et la salle de paye. Le bâtiment de la salle des pendus et des bains-douches en totalité fait l’objet d’une inscription au titre des monuments historiques depuis le 9 octobre 2009. La fosse no 12 fait partie des 353 éléments répartis sur 109 sites qui ont été inscrits le 30 juin 2012 sur la liste patrimoine mondial de l'Unesco. Elle constitue une partie du site no 63.

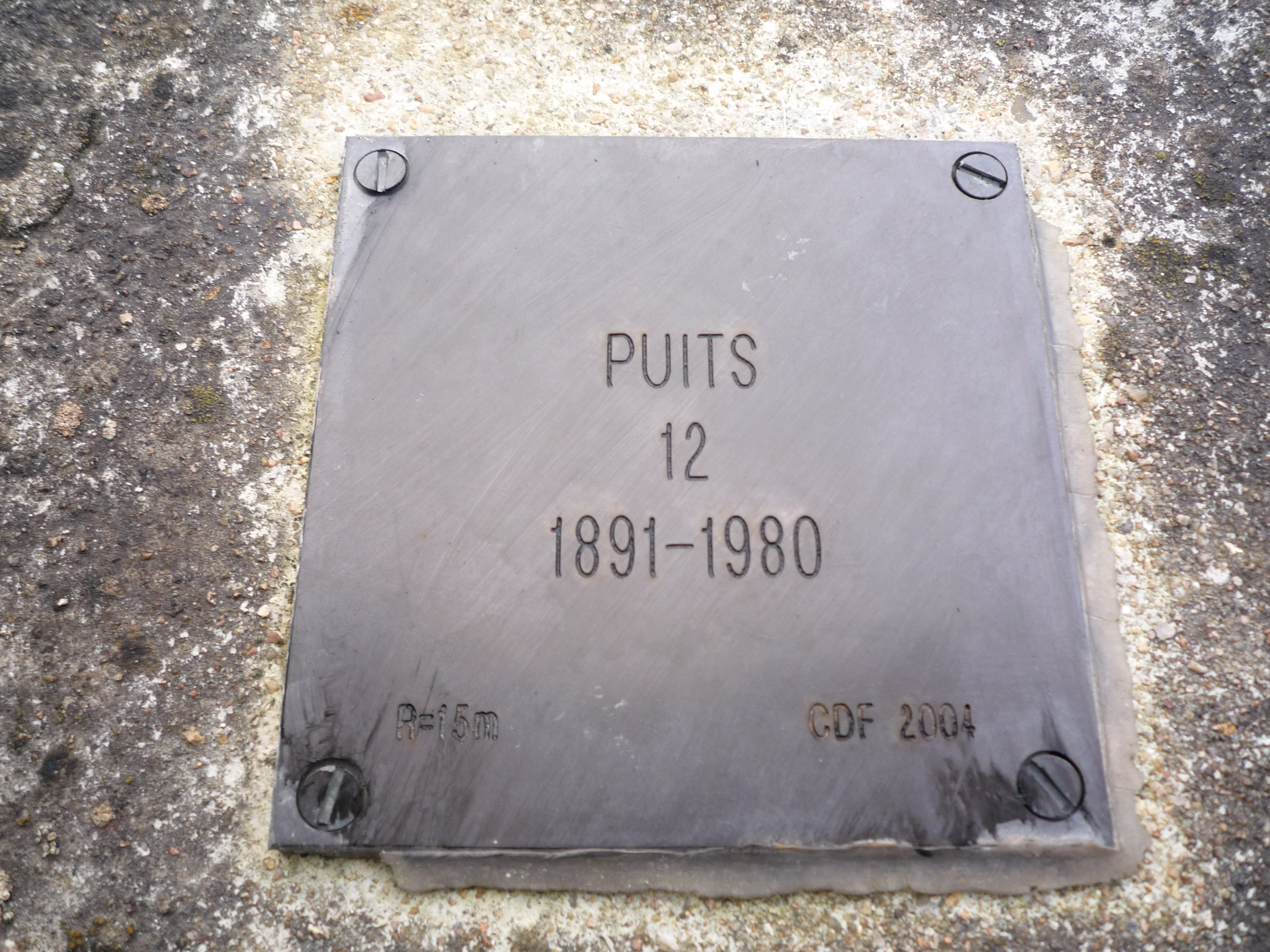
Puits no 12, 1891-1980.
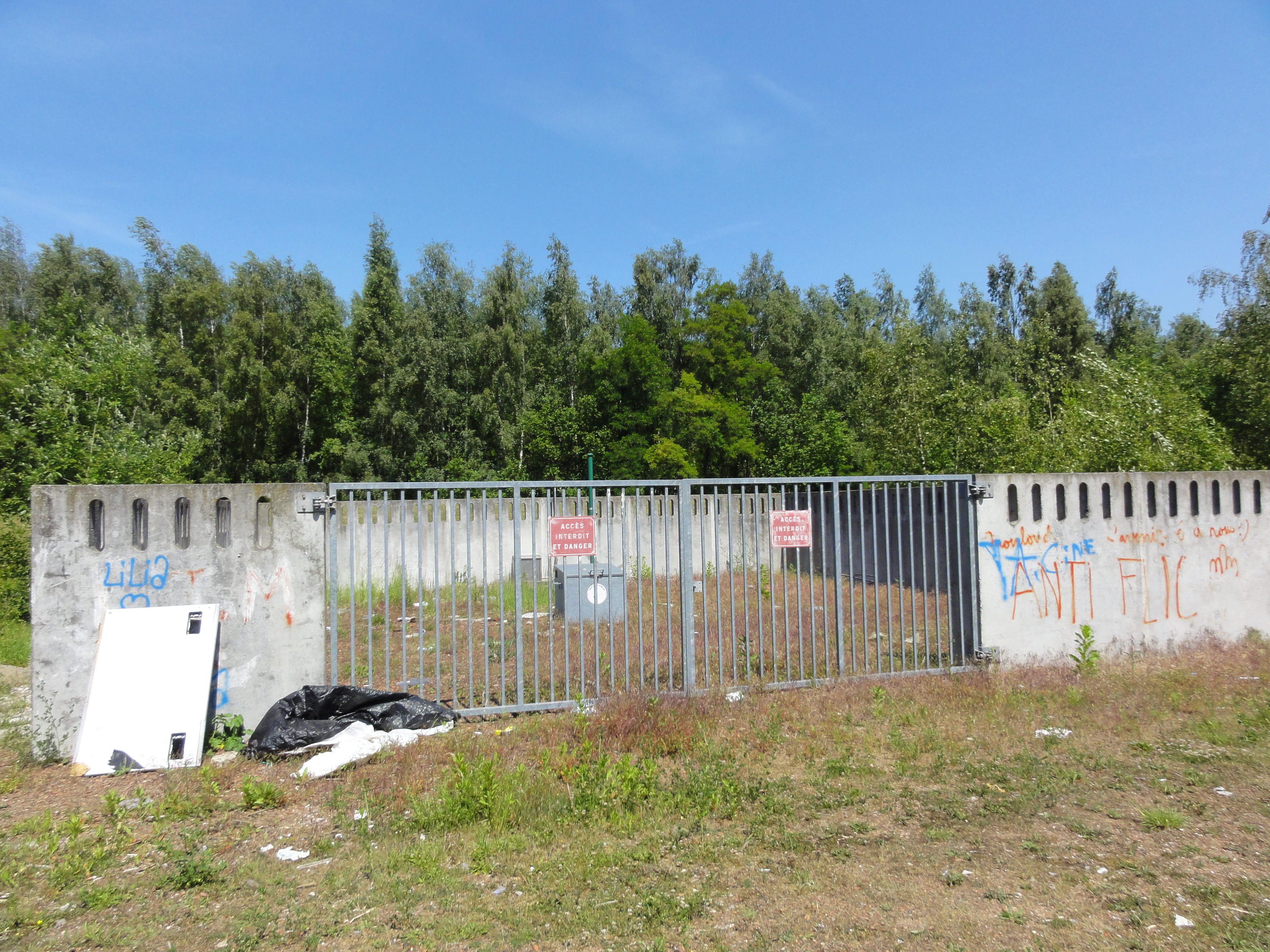
Le puits dans son environnement.
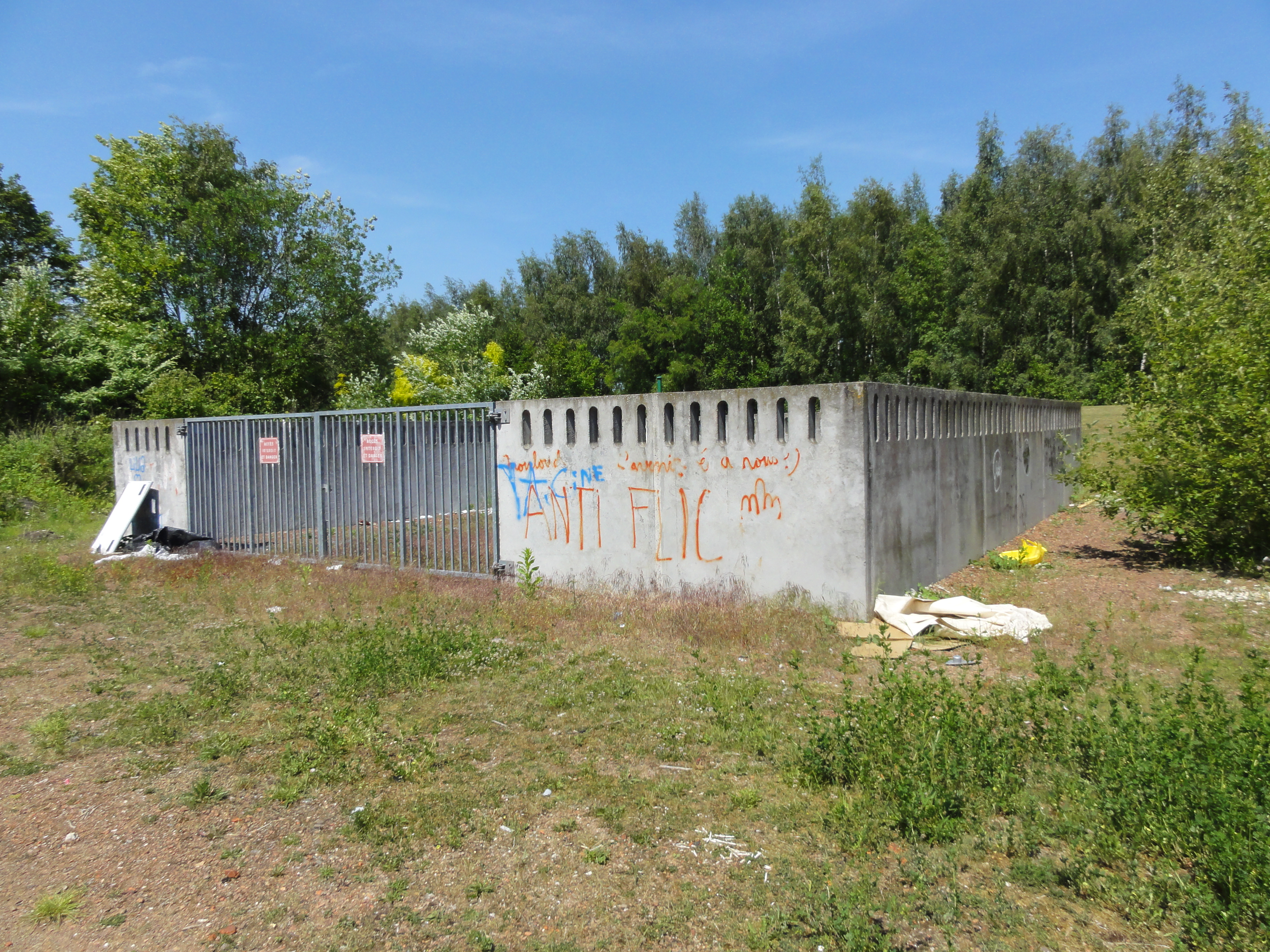
Le puits dans son environnement.
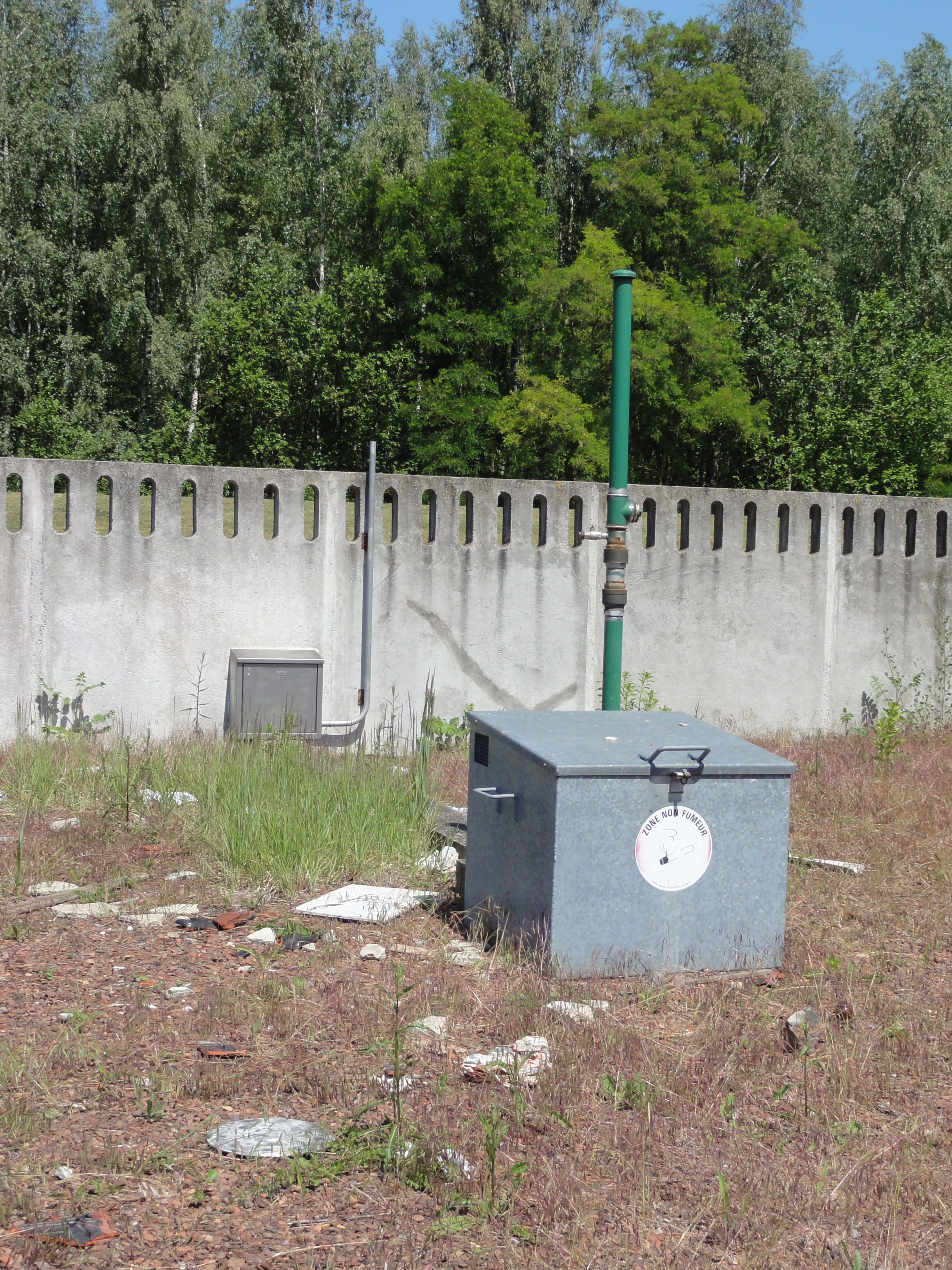
Le sondage de décompression.

## Les cités
De vastes cités ont été bâties au sud de la fosse, sur le territoire de Lens. La cité pavillonnaire n° 12, l'église Saint-Édouard, son presbytère, le groupe scolaire, avec le logement du directeur, le monument aux morts de la Compagnie de Lens, la cité moderne n° 12 bis, à Lens, et la maison de l'ingénieur à Loos-en-Gohelle, font partie des 353 éléments répartis sur 109 sites qui ont été inscrits le 30 juin 2012 sur la liste patrimoine mondial de l'Unesco. Ils constituent une partie du site no 63. Malgré cette inscription, moins d'un mois plus tard, un coron de vingt-six logements, long de cent-trente-et-un mètres a été détruit, alors qu'il était dans la zone protégée. D'autres habitations sont menacées de destruction[réf. nécessaire].

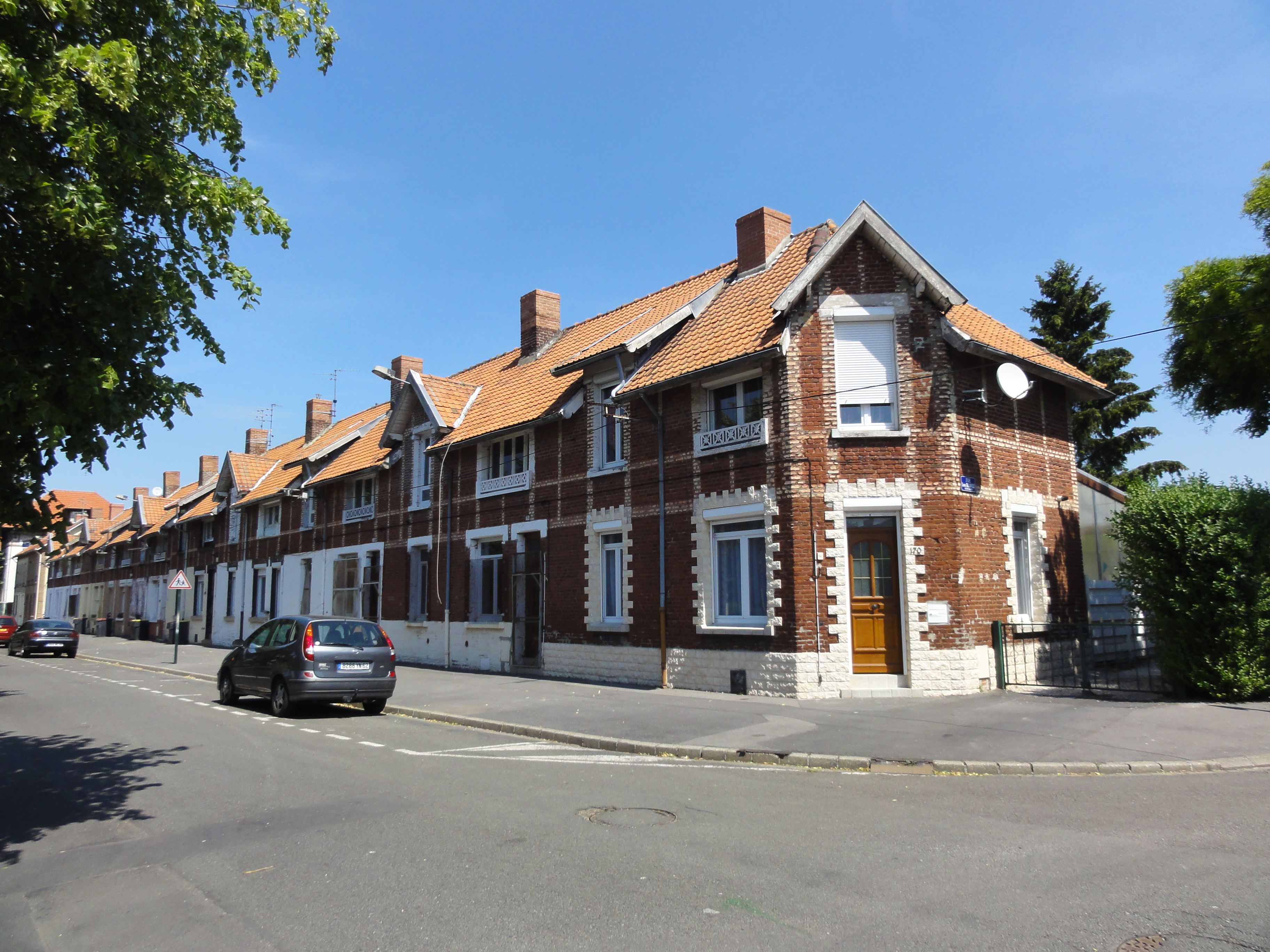
Un coron.
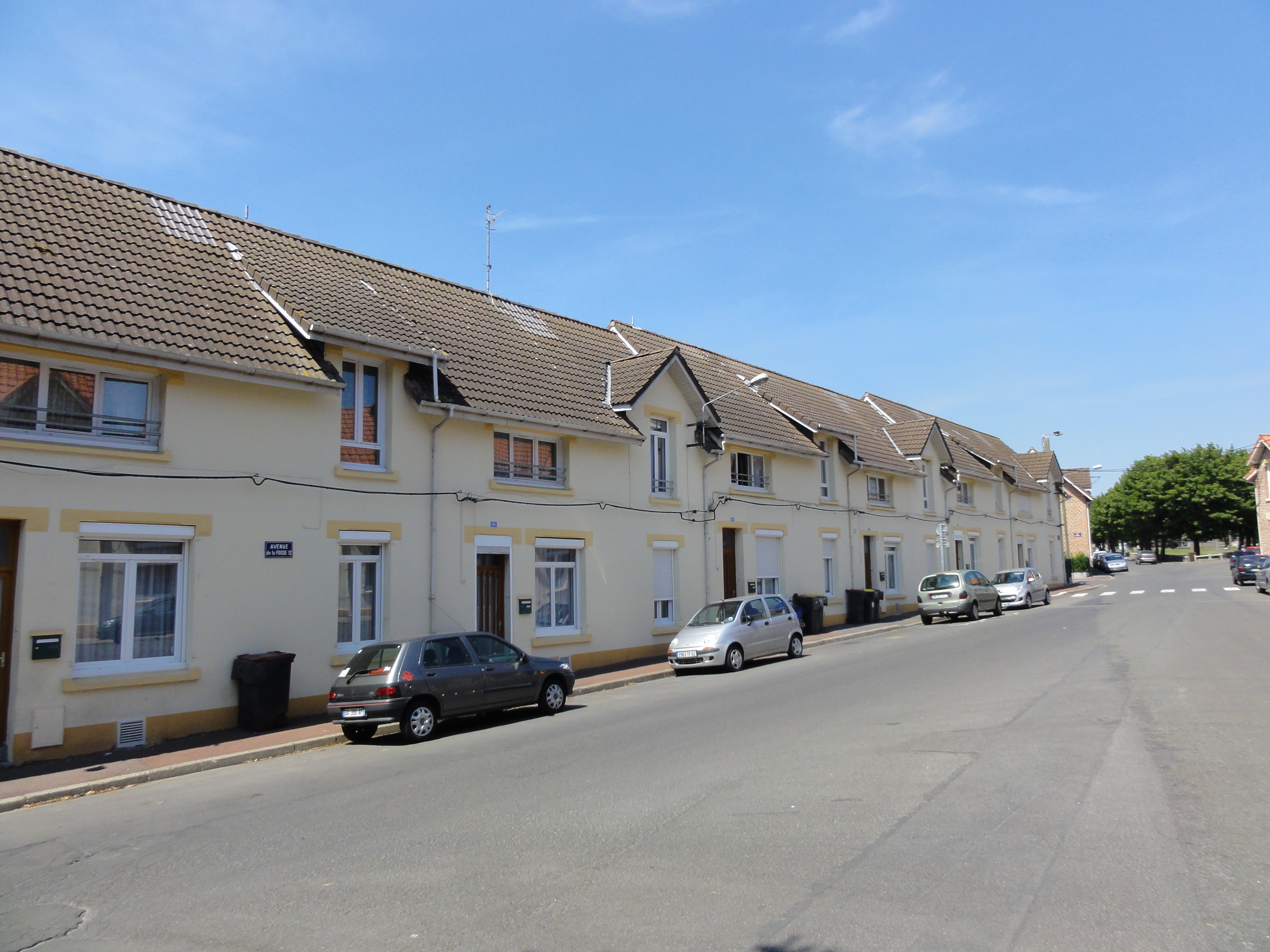
Un coron.
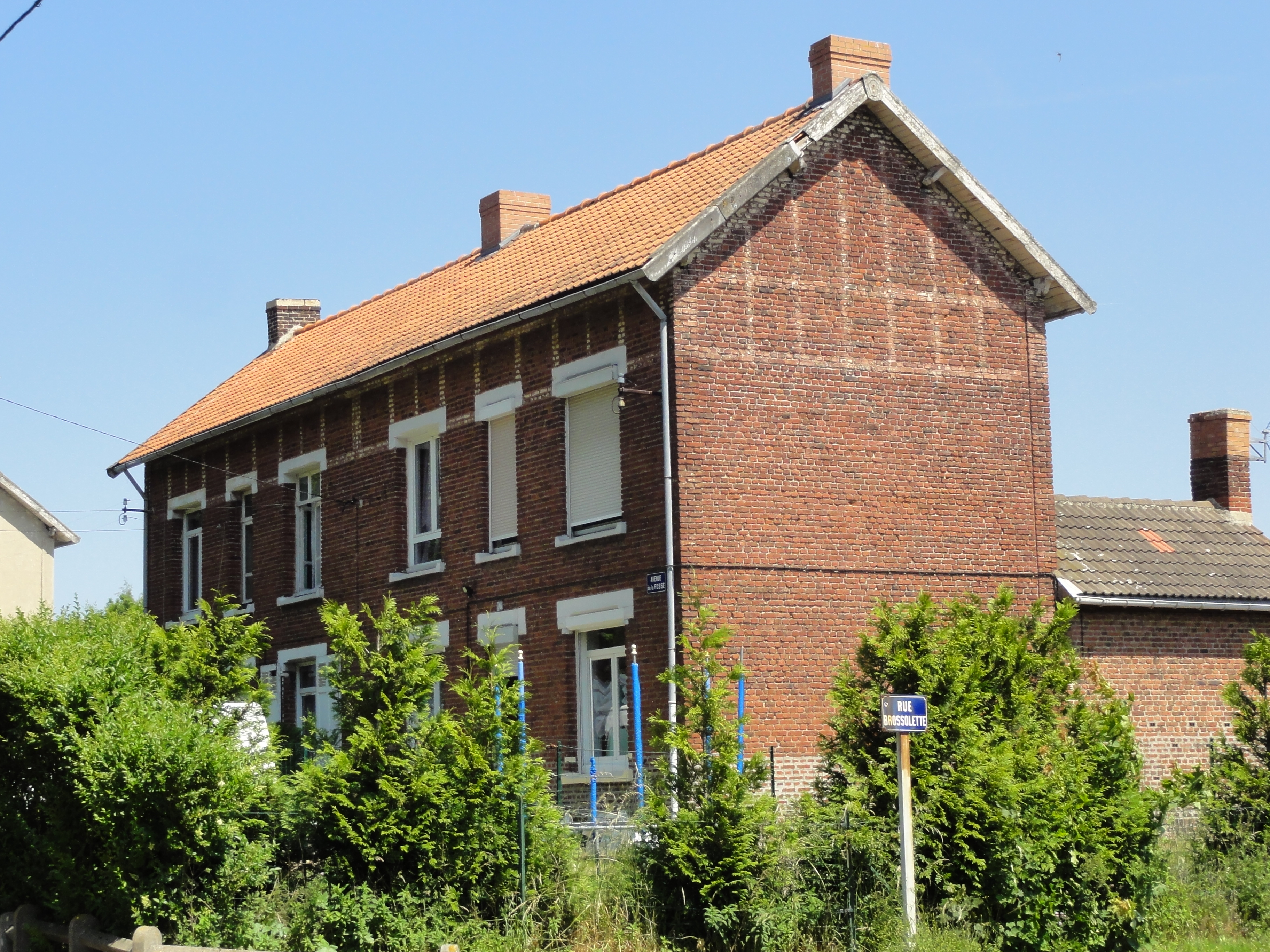
Des habitations groupées par deux.
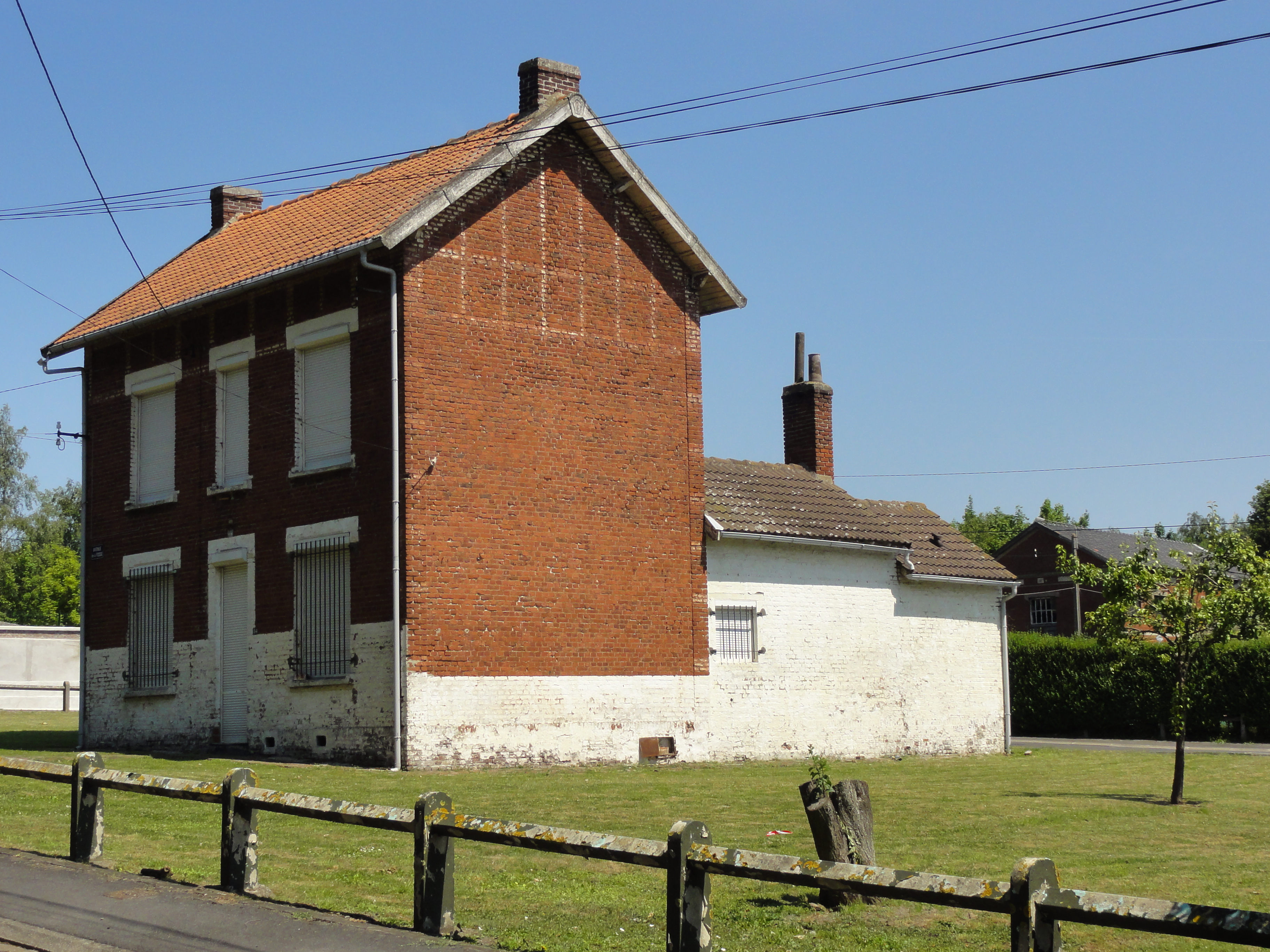
Une habitation individuelle.
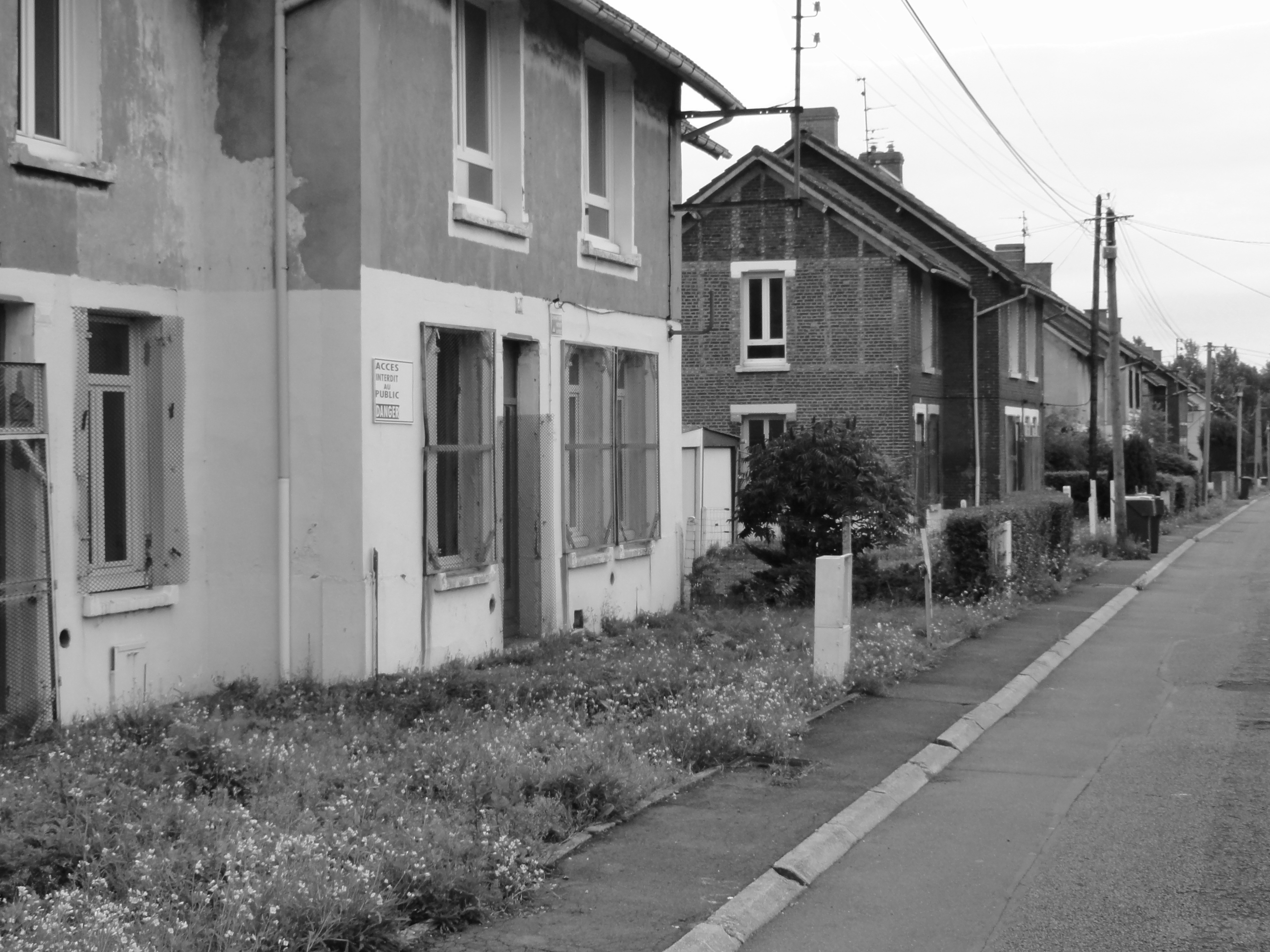
Des habitations en attente de démolition.
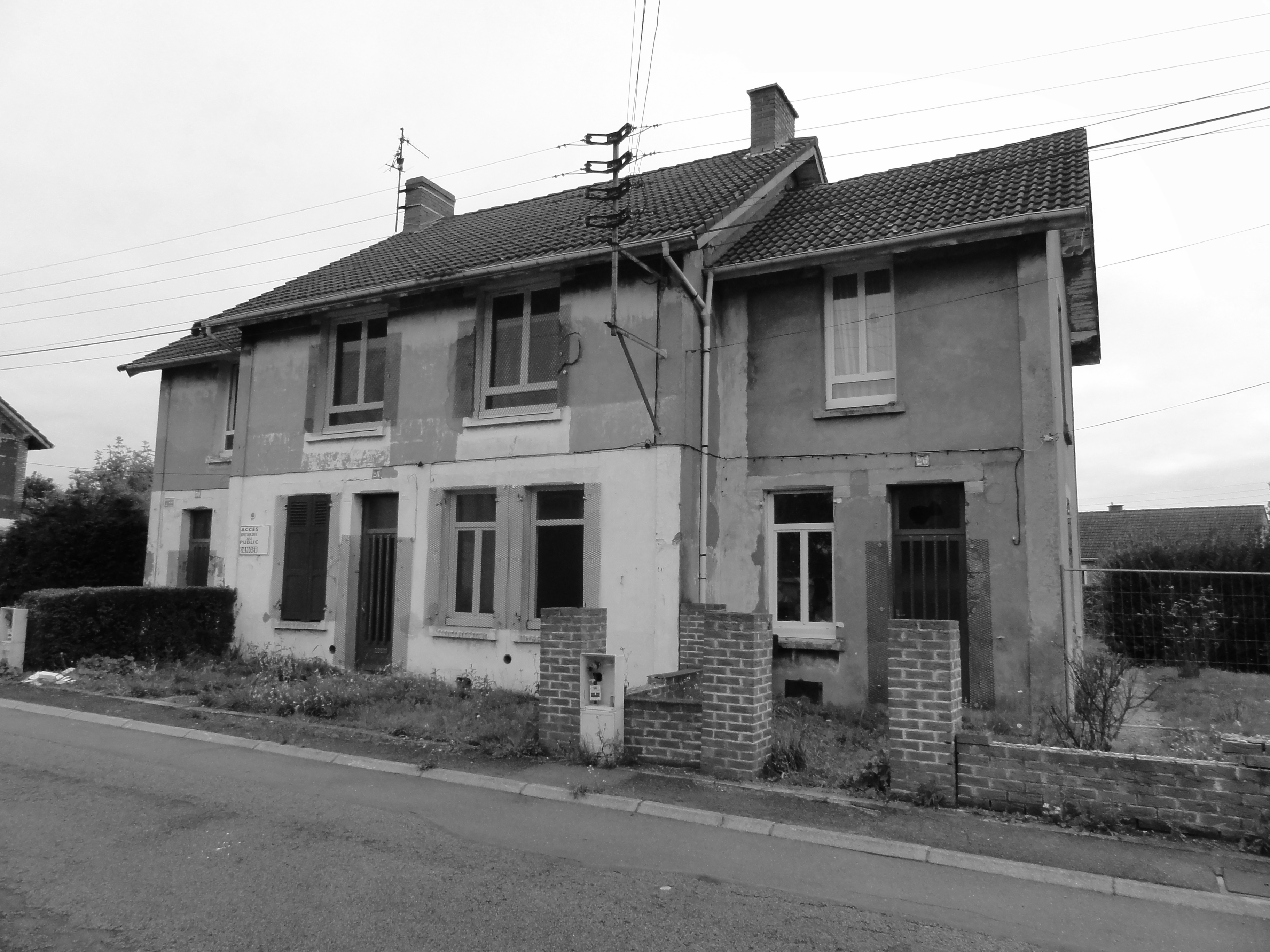
Des habitations en attente de démolition.

### L'église Saint-Édouard

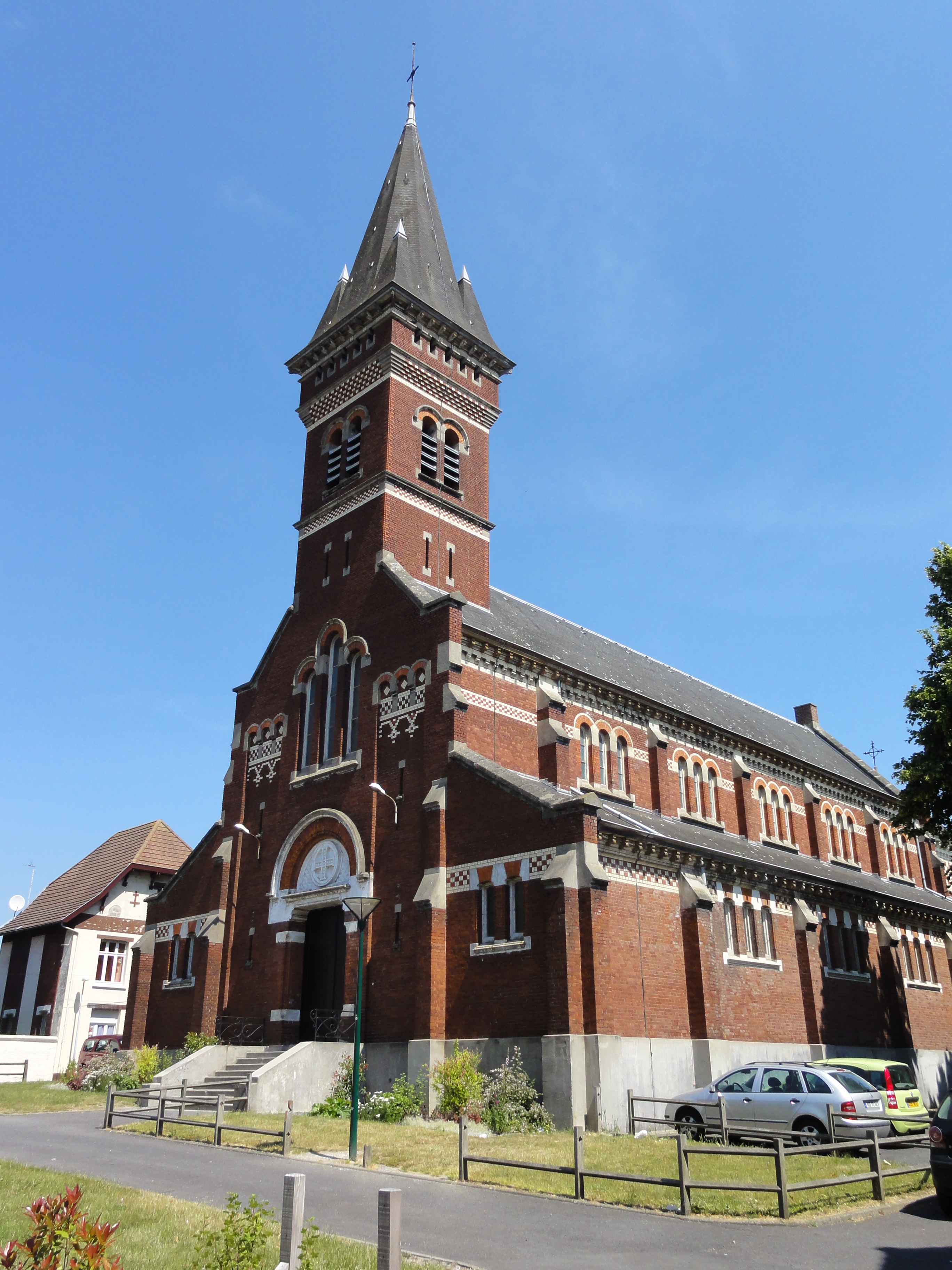
L'église.

50° 26′ 33″ N, 2° 48′ 37″ E
Une église a été bâtie au cœur des cités. L'église Saint-Édouard, située parvis de l'église de la cité no 12, en totalité, fait l’objet d’une inscription au titre des monuments historiques depuis le 25 novembre 2009.

#### Le logement des Sœurs

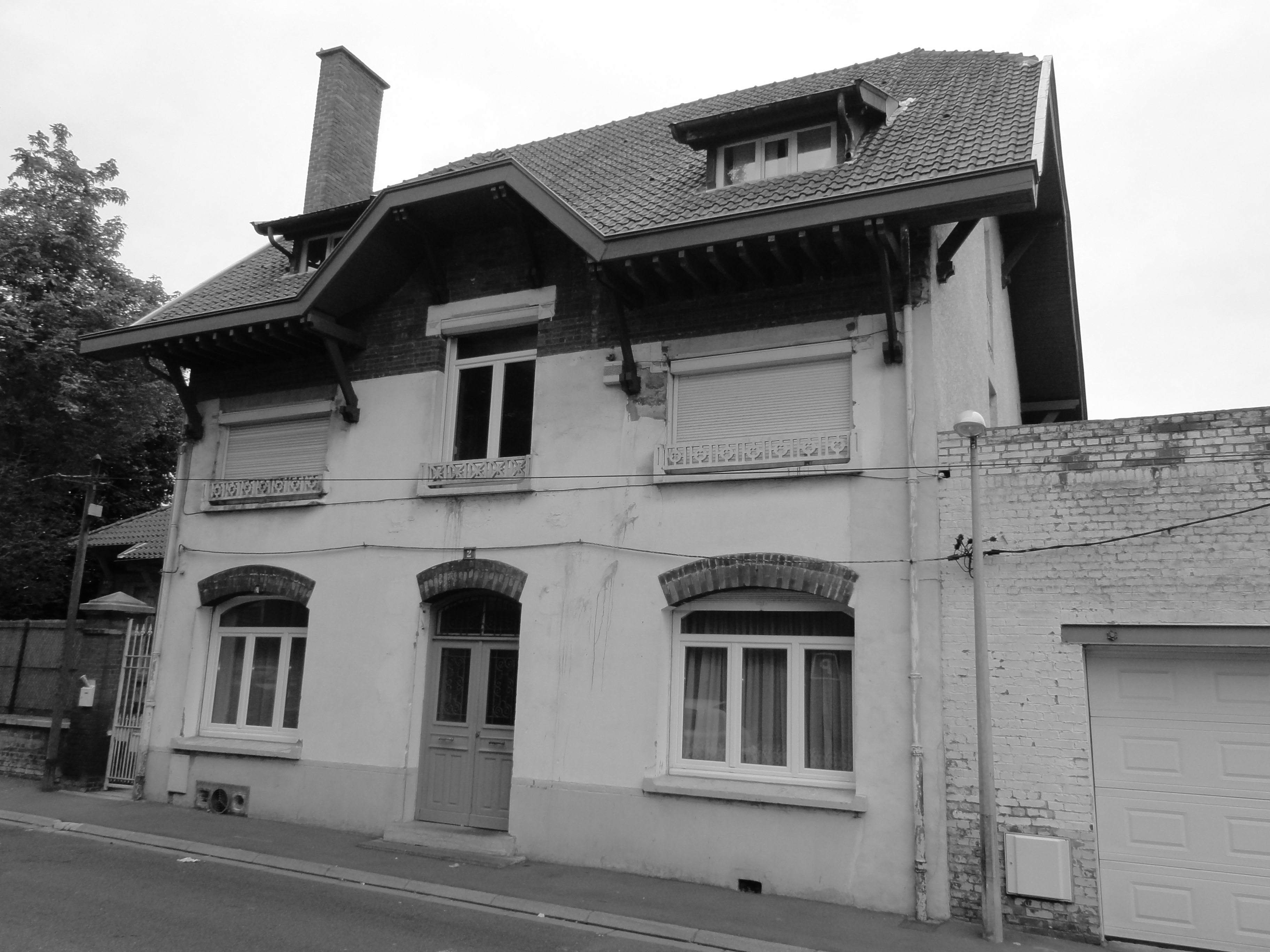
Le logement des Sœurs.

50° 26′ 32″ N, 2° 48′ 38″ E
Les façades et toitures de l'ancien logement des Sœurs de la cité no 12, situé 2, parvis de l'église Saint-Édouard, font l’objet d’une inscription au titre des monuments historiques depuis le 1er décembre 2009.

#### Le presbytère de l'église Saint-Édouard

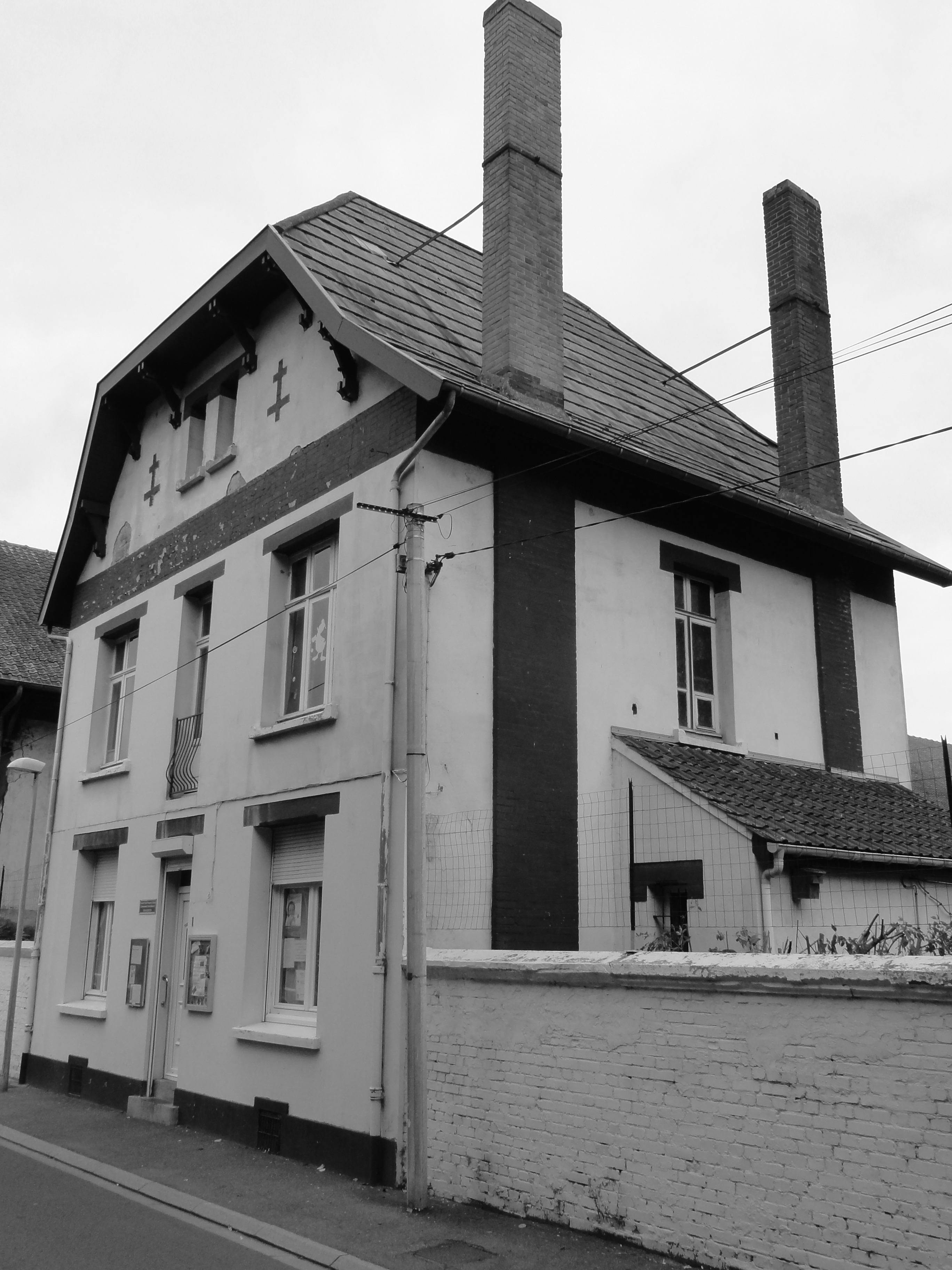
Le presbytère.

50° 26′ 34″ N, 2° 48′ 36″ E
Les façades et les toitures du presbytère, situé 1, parvis de l'église de la cité no 12, font l’objet d’une inscription au titre des monuments historiques depuis le 25 novembre 2009.

### Les écoles

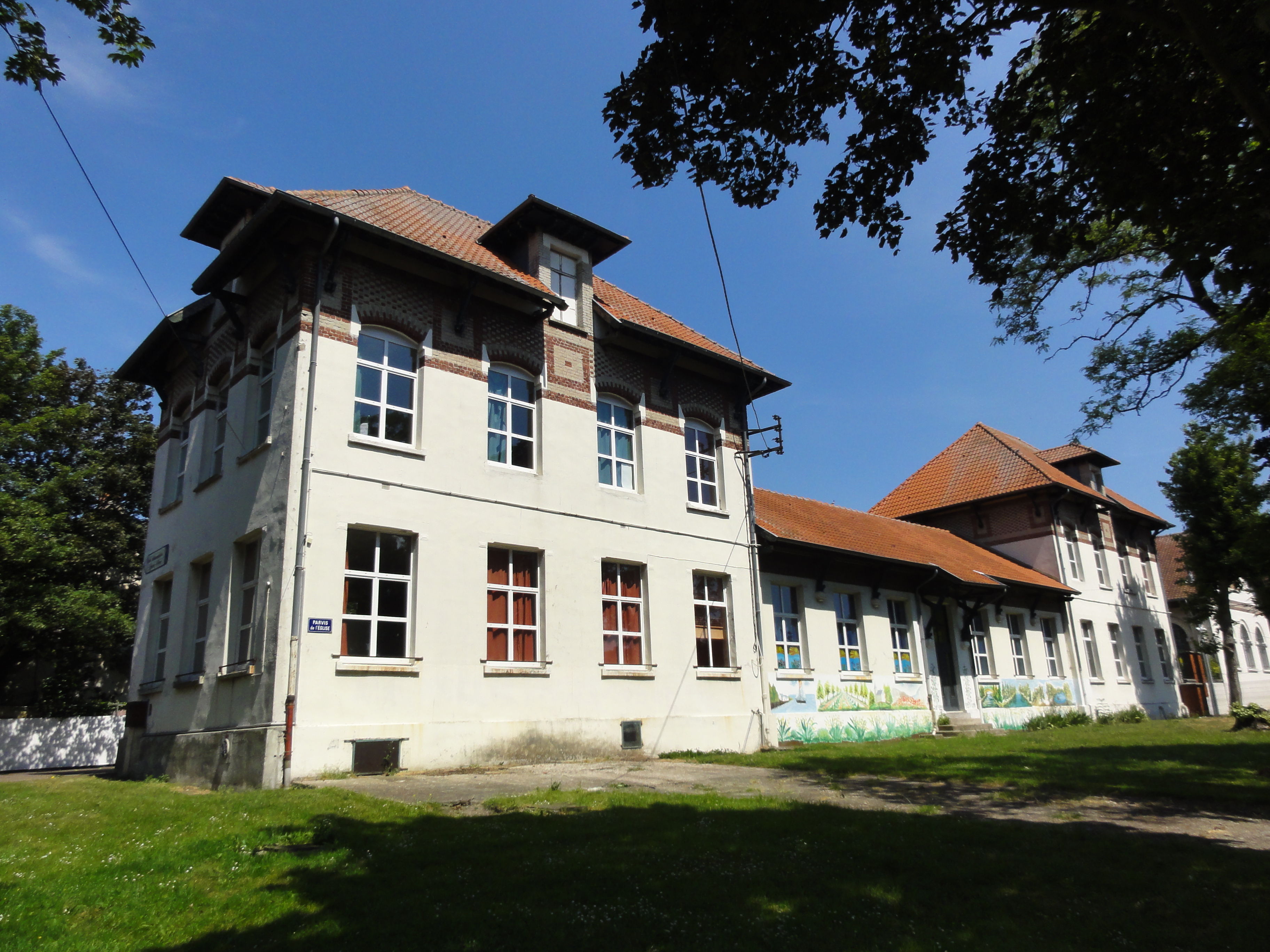
Les écoles.

50° 26′ 33″ N, 2° 48′ 33″ E
Des écoles maternelles et primaires ont été bâties autour de l'église. Le groupe scolaire ultérieurement nommé Jean-Macé, l'ancienne habitation du directeur des écoles et l'ancien patronage de la cité no 12 de la Compagnie des mines de Lens dite Saint-Édouard, situés parvis de l'église Saint-Édouard et grand chemin de Loos, de part et d'autre de l'église Saint-Édouard, font l’objet d’une inscription au titre des monuments historiques depuis le 1er décembre 2009.
Guy Delcourt, maire de Lens, peu soucieux du patrimoine, a fait démolir en août 2007 la maison inoccupée du directeur des écoles, entraînant des poursuites judiciaires et une forte médiatisation. Cette maison a été détruite partiellement, parce que le maire avait vu sa demande de démolition de logements rue de Brazza refusée, étant donné que celle-ci est sise juste à côté de l'église et des écoles,,,,.

### Le monument aux morts

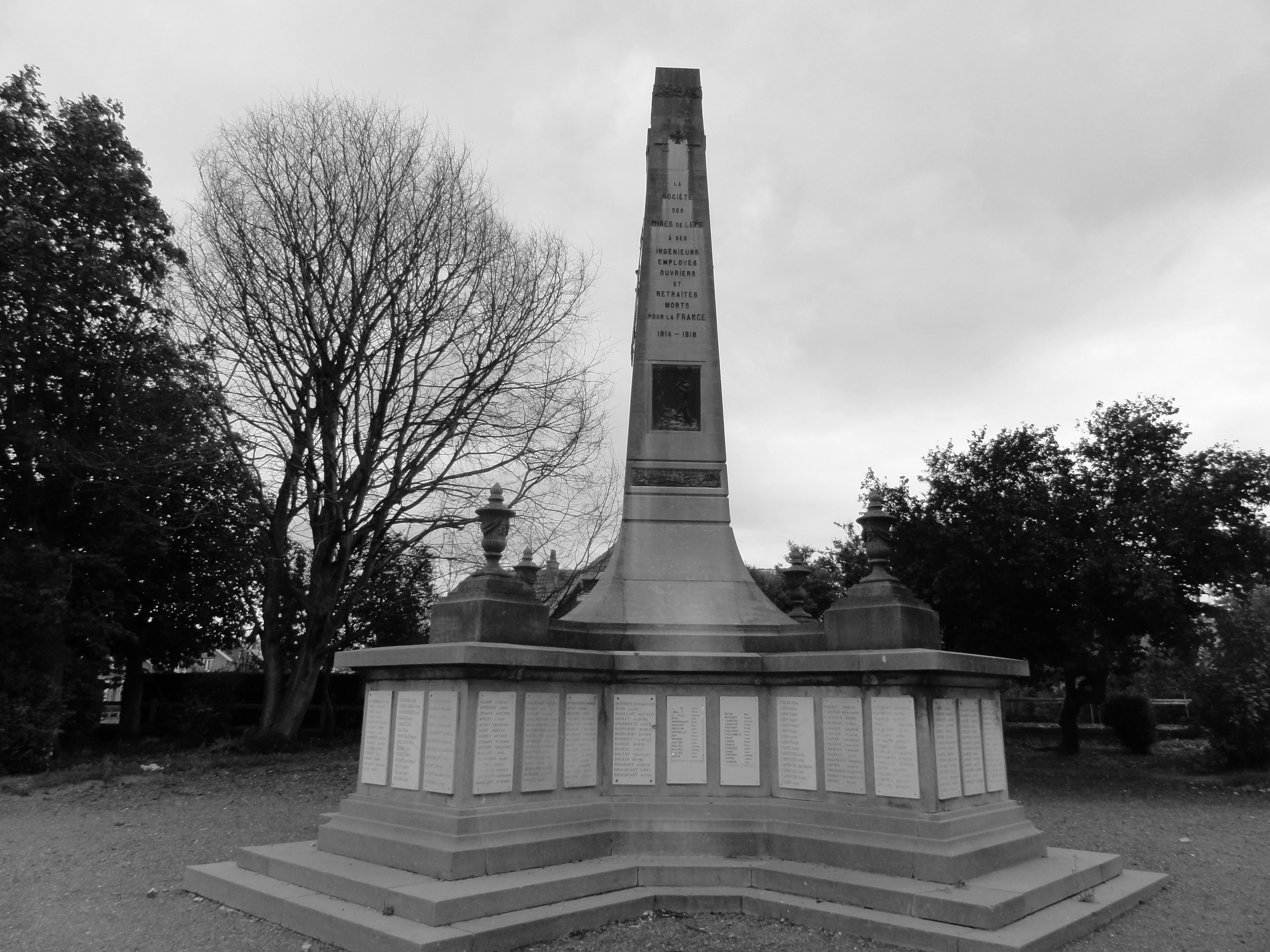
Le monument aux morts.

50° 26′ 19″ N, 2° 48′ 42″ E
Le monument aux morts, avec son square et son cimetière, en totalité, fait l’objet d’une inscription au titre des monuments historiques depuis le 1er décembre 2009.

### Wikinews
- 19 août 2012 : Le maire de Lens fait détruire un bâtiment protégé
- 24 juillet 2012 : Un coron détruit à Lens malgré son inscription à l'Unesco